# كارلوس فيلا نوفا
كارلوس مانويل فيلا نوفا (27 يوليو 1959 -) سياسي من ساو تومي وبرينسيب، شغل منصب وزير الأشغال العامة والموارد الطبيعية (2010-2012) ووزير البنية التحتية والموارد الطبيعية والبيئة (2014-2018) في الحكومات المتعاقبة لرئيس الوزراء باتريس تروفوادا.
كان مرشح حزب العمل الديمقراطي المستقل لانتخابات 2021 الرئاسية. في 6 سبتمبر، أصبح رئيسًا منتخبًا لساو تومي وبرينسيبي بعد حصوله على 58% من الأصوات وتغلبه على غيلهيرم بوسر دا كوستا من حركة تحرير ساو تومي وبرينسيبي/الحزب الديمقراطي الاجتماعي.

## سيرة شخصية
ولد فيلا نوفا في نيفيس، وهي مدينة تقع على الساحل الشمالي لجزيرة ساو تومي. حصل على شهادة جامعية في هندسة الاتصالات من جامعة وهران بالجزائر عام 1985، ثم عاد ليصبح رئيس قسم الحاسوب في مديرية الإحصاء الحكومية. في عام 1988، ترك الخدمة المدنية ليصبح مدير مبيعات في فندق ميرامار، الذي كان آنذاك الفندق الوحيد في البلاد، ثم رُقي إلى مدير فندق ميرامار عام 1992. في عام 1997 ، أصبح مدير فندق Pousada Boa Vista ، كما أسس وكالة السفر الخاصة به Mistral Voyages. استمر فيلا نوفا في مجال السياحة حتى دخل السياسة في عام 2010.
شغل فيلا نوفا منصب وزير الأشغال العامة والموارد الطبيعية في حكومة باتريس تروفوادا من 2010 حتى فقدت الحكومة أغلبيتها في عام 2012. وعُيّن وزيرا للبنية التحتية والموارد الطبيعية والبيئة في عام 2014. في 2018، انتُخب فيلا نوفا ل الجمعية الوطنية. وكان مرشح حزب العمل الديمقراطي المستقل في الانتخابات الرئاسية لعام 2021.
فيلا نوفا متزوج ولديه ابنتان.